# 本多助受
本多 助受（ほんだ すけつぐ）は、信濃飯山藩の第5代藩主。広孝系本多家9代。

## 生涯
宝暦14年（1764年）5月4日、第4代藩主・本多助盈の長男・本多助之の長男として生まれる。助之は早世したため、助受が祖父助盈の嫡子となった。安永3年（1774年）3月29日、祖父・助盈の死去により家督を相続した。安永9年5月1日、将軍徳川家治に拝謁する。天明2年(1782年)12月19日、従五位下豊後守に叙任する。天明5年（1785年）8月から翌年8月まで大坂加番を務める。寛政元年（1789年）4月、日光祭礼奉行を務める。
寛政6年（1794年）には大火が起こって領内で大被害を受け、さらにこの年に琉球使節との応対を任されていたにもかかわらず、その使節の音楽を聴いていたときに失礼があったとして、寛政7年（1795年）まで出仕を停止させられている。寛政10年（1798年）にも大火で領内に大被害を受けた。
文化3年（1806年）7月23日、隠居し、養子の助賢に家督を譲る。文政7年（1824年）に志摩守に遷任するが、直後の6月13日に江戸で死去した。享年61。

## 系譜
父母
- 本多助之（実父）
- 堀田正亮の娘（実母）
- 本多助盈（養父）

正室
- 満 ー 丹羽高庸の娘

子女
- 本多彦三郎
- 本多助実（三男）
- 本多助賢正室
- 中根正寛室

養子
- 本多助賢 ー 戸田氏教の次男